# Золтан Шпедл
Золтан Шпедл (мађ. Speidl Zoltán) је био мађарски атлетичар који се такмичио на Летњим олимпијским играма 1900. године.

## Спортска каријера
На Олимпијади учествовао је у такмичењу на 400 метара и на 200 метара са препонама, али је у обе дисциплине елиминисан у првом колу. У такмичењу на 800 метара пласирао се у финале и завршио као пети.
Током универзитетских година студирања права, Шпедл је био генерални секретар БЕАК-а, капитен фудбалског тима и фудбалски судија. Завршавајући студије, придружио се МУЕ Будапешт и радио као адвокат Мађарске железнице, као и спортски новинар, а од 1901. до 1905. био је главни уредник листа Шпортвилаг.
Године 1901. победио је у трци на четврт миље. првенство. Године 1900, 1901. и 1902. био је аустријски шампион у трци на 1000 м.  Такмичио се у бојама Пливачког удружења (МУЕ) и Атлетског клуба Будимпештанског универзитета (БЕАК), а обављао је и функцију генералног секретара БЕАК-а. Прво је био радник Шпортвилага, а касније Немзети Шпорта, основао је Шпортхирлап са трећином својих. Професионално се највише бавио атлетиком.
После дуге болести, преминуо је у релативно младој доби од 37 година
Лични рекорди: 
- 400 – 53,1 (1899);
- 800 – 2:01.1 (1900).